# Джумити (Лецурцуме)
Джумити (груз. ჯუმითი) — село в Грузии, на территории Чхороцкуского муниципалитета края (мхаре) Самегрело-Верхняя Сванетия.

## География
Село находится в западной части Грузии, в междуречье Хобисцкали и Чанисцкали, на расстоянии приблизительно 2 километров (по прямой) к северо-западу от города Чхороцку, административного центра муниципалитета.

## Население
По результатам официальной переписи населения 2014 года в Джумити проживал 331 человек (160 мужчин и 171 женщина). В национальной структуре населения грузины составляли 100 %.
| Год  | Население, человек |
| ---- | ------------------ |
| 2002 | 511                |
| 2014 | ↘ 331              |